# Gesellschaftsrecht (Schweiz)
Das schweizerische Gesellschaftsrecht ist jenes Rechtsgebiet, das sich mit den rechtlichen Aspekten von Personenvereinigungen in der Schweiz beschäftigt. Die Legaldefinition der Gesellschaft liefert dabei Art. 530 OR: Gesellschaft ist die vertragsmässige Verbindung von zwei oder mehreren Personen zur Erreichung eines gemeinsamen Zweckes mit gemeinsamen Kräften oder Mitteln.

## Geschichte
Am 1. Januar 1883 trat das Schweizerische Obligationenrecht (OR) in Kraft – zum ersten Mal gibt es gesamtschweizerisch geregeltes Gesellschaftsrecht.
Am 1. Januar 1912 traten das Schweizerische Zivilgesetzbuch (ZGB) und die einzige Neufassung des Obligationenrechts in Kraft. Bedeutende Neuerungen bringt vor allem das Personenrecht im ZGB.
Das am 1. März 1934 in Kraft getretene Bankengesetz bringt rechtsformunabhängige Regeln für die besagte Branche.
Das ursprüngliche Kartellgesetz der Schweiz von 1985 schuf eine Wettbewerbsbehörde und sollte Kartelle verhindern.
Die «grosse Aktienrechtsreform» von 1992 brachte eine deutliche Verschärfung des Aktienrechts, unter anderem wurde das Mindestkapital auf neu 100.000 Fr. verdoppelt, und führte so zu einer deutlichen Steigerung der Beliebtheit der GmbH – eine bis dahin in der Schweiz weitgehend ungenutzte Rechtsform.
Am 1. Februar 1996 trat das neue Kartellgesetz in Kraft, welches die Kompetenzen der Wettbewerbskommission erweiterte und die sogenannte Saldomethode abschaffte.
Das am 1. Februar 1997 in Kraft getretene Börsengesetz brachte zusätzliche Regelungen für an der Börse kotierte Aktiengesellschaften. Insbesondere wurde die Meldepflicht für Beteiligungen, das öffentliche Kaufangebot von Gesetzes wegen und der Squeeze-out geregelt.
Das Fusionsgesetz, das am 1. Juli 2003 in Kraft trat, regelte zum ersten Mal detailliert die Umwandlung, Fusion und Spaltung von Gesellschaften.
Am 1. Januar 2007 trat das Kollektivanlagengesetz in Kraft, welches zwei neue Rechtsformen zum alleinigen Zweck der kollektiven Kapitalanlage schuf. Am 1. September desselben Jahres trat zudem das Revisionsaufsichtsgesetz in Kraft, welches einheitliche Standards für die Revision von Gesellschaften bringen sollten.
Auf den 1. Januar 2008 wurde die «kleine Aktienrechtsrevision» durchgeführt. Zu den Neuerungen gehört die Zulässigkeit von Einpersonenaktiengesellschaften (bisher mindestens drei), die Abschaffung der Pflichtaktie für Verwaltungsräte, die Lockerung der Wohnsitzerfordernisse für Verwaltungsräte und die Pflicht eine Firma zu führen, die auf die Gesellschaftsform hinweist. Zum selben Zeitpunkt ist auch eine umfassende Revision des GmbH-Rechts in Kraft getreten. Als zentraler Punkt ist die Pflicht zur ordentlichen Revision nicht mehr von der Rechtsform, sondern vom Überschreiten von mindestens zwei der folgenden Grössen abhängig: 10 Millionen Franken Bilanzsumme, 20 Millionen Franken Umsatz, 50 Vollzeitstellen. Weitere Neuregelungen umfassen die Abschaffung des Höchststammkapitals von 2 Millionen Franken, die Möglichkeit der Gründung einer GmbH durch eine Person (bisher mindestens zwei), Pflicht zur vollen Liberierung der Anteile (bisher mindestens 50 %) und entsprechende Abschaffung der unbeschränkten Haftung für nicht voll liberierte Anteile, Erweiterung des Firmenschutzes auf die ganze Schweiz, Reduktion des Mindestwertes eines Anteils von 1000 auf 100 Franken, Erleichterung der Übertragung von Anteilen, Unzulässigkeit von Partizipationsscheinen, Ausdehnung der Treuepflicht und des Konkurrenzverbots sowie die Erleichterung von Austritt und Ausschluss eines einzelnen Gesellschafters.
Auf den 1. Oktober 2009 teilweise und auf den 1. Januar 2010 dann vollständig wurde das Bucheffektengesetz in Kraft gesetzt, das zum ersten Mal die Ausstellung entmaterialisierter Aktien sowie den Handel mit Bucheffekten ausdrücklich erlaubte und regelte.
Auf den 1. März 2012 trat mit der Too-big-to-fail-Vorlage die bislang jüngste wesentliche Änderung am schweizerischen Gesellschaftsrecht in Kraft. Im Hinblick auf die teilweise sehr geringe Kapitalausstattung verschiedener Finanzinstitute sollte die Aufnahme von Eigenkapital durch diese sowohl durch die Schaffung der Instrumente des Vorratskapitals und der Coco-Anleihen gesellschaftsrechtlich erleichtert als auch durch die Ausnahme von der Emissionsabgabe steuerrechtlich begünstigt werden.
Eine Revision des Aktienrechts ist per 1. Januar 2023 in Kraft getreten und umfasst Änderungen im Bereich Kapital, Stärkung der Aktionärsrechte, Generalversammlung und Verantwortungen des Verwaltungsrates.

## Rechtsquellen
Das schweizerische Gesellschaftsrecht ist nicht zentral geregelt, sondern über ein Jahrhundert lang gewachsen. Die wichtigsten Erlasse sind:
- Schweizerisches Obligationenrecht (OR)
  - Zweite Abteilung: Die einzelnen Vertragsverhältnisse
  - Dritte Abteilung: Die Handelsgesellschaften und die Genossenschaft
  - Vierte Abteilung: Handelsregister, Geschäftsfirmen und kaufmännische Buchführung
  - Fünfte Abteilung: Die Wertpapiere
- Schweizerisches Zivilgesetzbuch (ZGB)
  - Erster Teil: Personenrecht
- Bundesgesetz über Fusion, Spaltung, Umwandlung und Vermögensübertragung (Fusionsgesetz, FusG)
- Bundesgesetz über Kartelle und andere Wettbewerbsbeschränkungen (Kartellgesetz, KG)
- Bundesgesetz über die Banken und Sparkassen (Bankengesetz, BankG)
- Bundesgesetz über die Börsen und den Effektenhandel (Börsengesetz, BEHG)
- Bundesgesetz über die kollektiven Kapitalanlagen (Kollektivanlagengesetz, KAG)
- Bundesgesetz über die Zulassung und Beaufsichtigung der Revisorinnen und Revisoren (Revisionsaufsichtsgesetz, RAG)
- Bundesgesetz über die Bucheffekten
- Diverse Verordnungen inklusive solcher der FINMA und der Übernahmekommission
- Die Reglemente der SIX Swiss Exchange wie insbesondere deren Kotierungsreglement

Wichtigste Rechtsquelle stellt mit Abstand die Dritte Abteilung des Obligationenrechts dar, wo alle Handelsgesellschaften geregelt sind. Hinzu kommen die bereits in der zweiten Abteilung geregelte einfache Gesellschaft sowie der im Personenrecht des ZGBs geregelte Verein. Zu diesen Grundregeln der jeweiligen Gesellschaftsformen kommen noch gewisse im Gesellschaftsrecht anwendbare Rechtsgrundlagen sowie eine Vielzahl von Sonderregeln hinzu. Zur ersten Kategorie zählen insbesondere die allgemeinen Regeln des Personenrechts im ZGB sowie des allgemeinen Vertragsrecht im OR, die teilweise anwendbar sind. Zu den Sonderregeln zählen im OR die Regeln über die Wertpapiere insbesondere für Aktiengesellschaften und die Bestimmungen über das Handelsregister für alle wirtschaftlich tätigen Gesellschaften. Das Bundesgesetz über Fusion, Spaltung, Umwandlung und Vermögensübertragung regelt schliesslich jede Form der Gesellschaftsumstrukturierung, während das Kartellgesetz die Zusammenarbeit von Gesellschaften regelt. Das Banken-, das Börsen- und das Kollektivanlagengesetz sehen schliesslich spezifische Regeln für den Finanzbereich vor, was insbesondere auch eigene Gesellschaftsformen für die kollektive Kapitalanlagen und spezielle Kapitalerhöhungsmöglichkeiten für Banken umfasst. Für alle Gesellschaften, die einer Revisionspflicht unterliegen ist schliesslich das Revisionsaufsichtsgesetz von Bedeutung. Nur börsenkotierte Unternehmen haben ausserdem das Bucheffektengesetz und die Reglemente der Schweizer Börse zu beachten. Abschliessend sind noch eine Vielzahl von Verordnungen zu beachten, die fast alle Gesetze noch weiter detaillieren.

## Rechtsformen
Das schweizerische Gesellschaftsrecht kennt acht klassische Rechtsformen, die in die Personengesellschaften, auch Rechtsgemeinschaften genannt, und in die Körperschaften unterteilt werden. Es existiert des Weiteren ein Numerus clausus, das heisst, es dürfen – im Gegensatz zum Vertragsrecht – nur die explizit geregelten Gesellschaftsformen verwendet werden.
- Personengesellschaften/Rechtsgemeinschaften
  - Einfache Gesellschaft (Art. 530 ff. OR): Gesellschaft zweier oder mehrerer Personen zur Erreichung eines gemeinsamen Ziels mit gemeinsamen Kräften und Mitteln. Im Grundsatz ist die Führung eines kaufmännischen Unternehmens nicht zulässig. Die Bestimmungen der einfachen Gesellschaften gelten auch für alle anderen Personengesellschaften, wo für diese nichts spezifisches bestimmt ist.
  - Kollektivgesellschaft (Art. 552 ff. OR): Gesellschaft zweier oder mehrerer natürlicher Personen zur Führung eines kaufmännischen Unternehmens. Die Gesellschafter haften unbeschränkt und solidarisch.
  - Kommanditgesellschaft (Art. 594 ff. OR): Grundsätzlich identisch zur Kollektivgesellschaft, jedoch zwei Arten von Gesellschaftern: Dem unbeschränkt und solidarisch haftenden Komplementär und dem beschränkt haftenden Kommanditär.
- Körperschaften
  - Kapitalgesellschaften
    - Aktiengesellschaft (Art. 620 ff. OR): Die Aktiengesellschaft ist eine Gesellschaft mit eigener Firma, deren zum Voraus bestimmtes Kapital (Aktienkapital) in Teilsummen (Aktien) zerlegt ist und für deren Verbindlichkeiten nur das Gesellschaftsvermögen haftet. Die AG betreibt für gewöhnlich ein kaufmännisches Unternehmen und ist die häufigste Rechtsform für Unternehmen in der Schweiz, da im Gegensatz zu anderen Ländern auch viele KMU als AG organisiert sind.
    - Kommanditaktiengesellschaft (Art. 764 ff. OR): Die Kommanditaktiengesellschaft ist eine Kreuzung aus Aktien- und Kommanditgesellschaft. Die eigentlich für Unternehmen gedachte Rechtsform hat sich als Totgeburt erwiesen und wird praktisch nicht verwendet.
    - Gesellschaft mit beschränkter Haftung (Art. 772 ff. OR): Die GmbH ist eine Kapitalgesellschaft, weist jedoch eine Vielzahl personalistischer Elemente auf. Nachdem sie lange Zeit ein Nischendasein fristete, erfreut sie sich in der jüngeren Vergangenheit einer zunehmenden Bedeutung. So gab es 1990 rund 2.000 GmbHs, während es heute knapp 120.000 sind.[6]

  - Genossenschaft (Art. 828 ff. OR): Genossenschaften zielen meist auf die Förderung oder Sicherung bestimmter wirtschaftlicher Interessen in gemeinsamer Selbsthilfe ab. Dabei gilt das Prinzip der offenen Tür, das heisst weder das Stammkapital noch die Mitgliederzahl ist beschränkt und kann jederzeit erweitert werden. Besondere Bedeutung kommt der Genossenschaft durch die beiden grössten Detailhändler, Coop und Migros, sowie der drittgrössten Bank der Schweiz, Raiffeisen Schweiz, zu.
  - Verein (Art. 60 ff. ZGB): Der Verein widmet sich einem nicht wirtschaftlichen Zweck, der beispielsweise politischer, religiöser, wissenschaftlicher oder künstlerischer Natur sein kann. Die Gesetzesbestimmung, dass der Zweck ein nicht wirtschaftlicher zu sein habe, schliesst jedoch nicht aus, dass der Verein ein nach kaufmännischer Art geführtes Unternehmen betreibt, vorausgesetzt es ist dem nicht wirtschaftlichen Vereinszweck dienlich. Seit einer Gesetzesrevision gibt es im Grundsatz keine persönliche Haftung für die Vereinsmitglieder mehr.

Die Anstalten, insbesondere die Stiftung und die Anstalt des öffentlichen Rechts, sind zwar wie die Körperschaften juristische Personen, zählen jedoch nicht zu den Gesellschaften. Neben den acht genannten klassischen Rechtsformen wurden mit dem Kollektivanlagengesetz vom 1. Januar 2007 zusätzlich sogenannte Gesellschaften für die kollektive Kapitalanlage geschaffen:
- Kommanditgesellschaft für kollektive Kapitalanlagen (Art. 98 ff. KAG): Eine auf der Kommanditgesellschaft basierende, eigenständige Rechtsform zum ausschliesslichen Zweck der kollektiven Kapitalanlage. Es handelt sich dabei um eine sogenannte geschlossene kollektive Kapitalanlage.
- Investmentgesellschaft mit variablem Kapital (Art. 36 ff. KAG): Eine auf der Aktiengesellschaft basierende, eigenständige Rechtsform zum ausschliesslichen Zweck der kollektiven Kapitalanlage. Es handelt sich dabei um eine sogenannte offene kollektive Kapitalanlage.
- Investmentgesellschaft mit festem Kapital (Art. 110 ff. KAG): Eine Sonderform der Aktiengesellschaft, die keine eigene Rechtsform darstellt, zum ausschliesslichen Zweck der kollektiven Kapitalanlage. Es handelt sich dabei um eine sogenannte geschlossene kollektive Kapitalanlage.

## Bedeutung

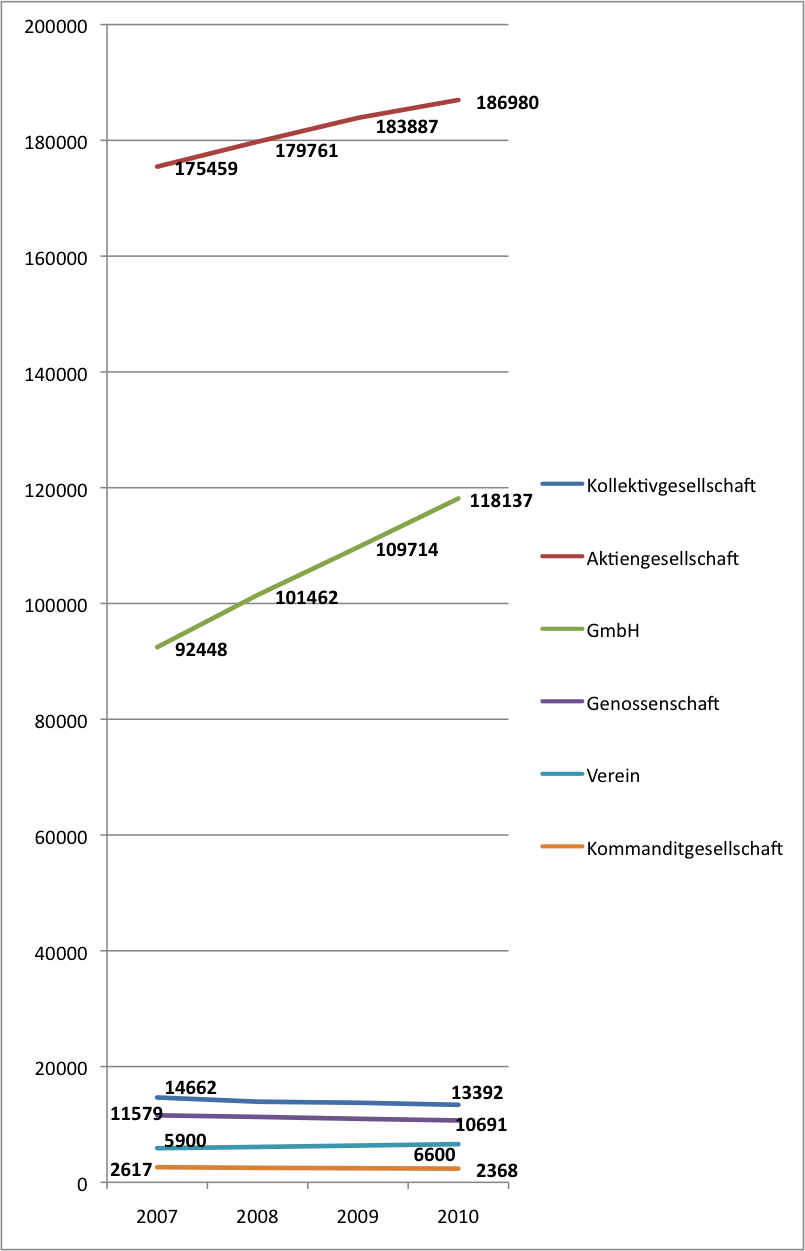
Die Entwicklung der verschiedenen Rechtsformen.

Die mit Abstand bedeutendste Rechtsform in der schweizerischen Wirtschaft ist die Aktiengesellschaft. Mit derzeit rund 187'000 Gesellschaften ist sie sogar bedeutender als das Einzelunternehmen mit rund 150'000 im Handelsregister eingetragenen Unternehmen. An zweiter Stelle unter den Gesellschaften rangiert die GmbH. Diese war lange Zeit in der Schweiz von nur sehr geringer Bedeutung, da auch viele KMU als AG organisiert waren. Seit der Aktienrechtsreform von 1992, welche unter anderem eine Verdoppelung des Mindestkapitals einer AG brachte, ist die Popularität der GmbH jedoch deutlich im Steigen begriffen. Mit jedem Jahr fast 10'000 neuen GmbH ist sie die mit Abstand am schnellsten wachsende Rechtsform. Hingegen mit sinkenden Zahlen zu kämpfen haben die Gesellschaften mit persönlicher Haftung – die Kollektiv- und Kommanditgesellschaft – sowie die Genossenschaft. Immerhin ein bescheidenes Wachstum weisen die Vereine auf, mit einer Steigerung von 5900 auf 6600 in vier Jahren. Nicht in der Tabelle aufgeführt sind die weiteren Gesellschaften – die Kommanditaktiengesellschaft und die Gesellschaften zur kollektiven Kapitalanlage. Von all diesen Rechtsformen zusammen gibt es lediglich 300, sind also derzeit weitgehend unbedeutend.